# Apor (keresztnév)
Az Apor régi magyar személynév, jelentése valószínűleg: atyácska. Női párja: Aporka.

## Képzett nevek
- Upor:[1] régi magyar személynév, valószínűleg az Opor név alakváltozata, ez esetben az Aporral azonos eredetű. A második világháború előtt az Operaházzal szemben volt az Upor kávéház.[3]

## Gyakorisága
Az 1990-es években az Apor és Upor egyaránt szórványosan fordult elő, a 2000-es években nem szerepelnek a 100 leggyakoribb férfinév között.

## Névnapok
Apor: február 2., december 28.
Upor: május 15., június 26.

## Híres Aporok
„Apor” utónevű személyek szócikkeinek listája a Wikidata alapján

## Egyéb Aporok, Uporok
- Upor település